# دقيقة كبريتية أحادية الخلية محاكية الأيض
دقيقة كبريتية أحادية الخلية محاكية الأيض (الاسم العلمي: Thiomonas perometabolis) هي نوع من البكتيريا، سلبية الغرام، تتبع جنس الدقائق كبريتية أحادية الخلية.